# Sericoptera innocens
Sericoptera innocens är en fjärilsart som beskrevs av Thierry-mieg 1915. Sericoptera innocens ingår i släktet Sericoptera och familjen mätare. Inga underarter finns listade i Catalogue of Life.